# Yoshiaki Fujita
Yoshiaki Fujita (japanisch 藤田 義明 Fujita Yoshiaki; * 12. Januar 1983 in der Präfektur Tochigi) ist ein japanischer Fußballspieler.

## Karriere
Fujita erlernte das Fußballspielen in der Schulmannschaft der Utsunomiya Hakuyo High School und der Universitätsmannschaft der Juntendo-Universität. Seinen ersten Vertrag unterschrieb er 2005 bei JEF United Chiba. Der Verein spielte in der höchsten Liga des Landes, der J1 League. 2005 und 2006 gewann er mit dem Verein den J.League Cup. Im Juli 2006 wechselte er zum Ligakonkurrenten Ōita Trinita. 2008 gewann er mit dem Verein den J.League Cup. Am Ende der Saison 2009 stieg der Verein in die J2 League ab. Für den Verein absolvierte er 109 Ligaspiele. 2011 wechselte er zum Erstligisten Júbilo Iwata. Am Ende der Saison 2013 stieg der Verein in die J2 League ab. 2015 wurde er mit dem Verein Vizemeister der J2 League und stieg wieder in die J1 League auf. Am Ende der Saison 2019 stieg der Verein in die J2 League ab.

## Erfolge
JEF United Chiba
- J.League Cup

Sieger: 2005, 2006
Oita Trinita
- J.League Cup

Sieger: 2008